# Lythria sanguinaria
Lythria sanguinaria ist ein Schmetterling (Nachtfalter) aus der Familie der Spanner (Geometridae). Das Artepitheton basiert auf dem lateinischen Wort sanguinarius mit der Bedeutung „blutdürstig“ und bezieht sich auf die rote Färbung auf der Vorderflügeloberseite der Falter.

## Merkmale

### Falter
Die Falter erreichen in der Regel eine Flügelspannweite von 20 bis 26 Millimetern. Gelegentlich kommen auch Falter mit einer minimalen Flügelspannweite von 18 Millimetern vor. Auf der ockergelben, gelbbraunen oder grünlich gelben Vorderflügeloberseite heben sich drei schmale purpurrote Binden ab, von denen die mittlere und die äußere den Innenrand erreichen. Die äußere Binde ist vielfach in Punkte aufgelöst. Die Intensität der Färbung variiert je nach der Jahreszeit des Auftretens zuweilen erheblich. Die Hinterflügeloberseite ist zeichnungslos gelb bis gelborange. Der Saugrüssel ist schwach ausgebildet. Die Fühler der Männchen sind beidseitig mit langen Kammzähnen versehen, diejenigen der Weibchen sind fadenförmig.

### Ähnliche Arten
Beim Ampfer-Purpurspanner (Lythria cruentaria) sind die purpurroten Querbinden meist wesentlich breiter als bei Lythria sanguinaria. Der Knöterich-Purpurspanner (Lythria purpuraria) hat schmalere Flügel, die Querbinden erreichen meist nicht den Innenrand. Beide vorgenannten Arten unterscheiden sich deutlich dadurch, dass sie nur zwei purpurrote Querbinden zeigen. Lythria plumularia unterscheidet sich durch die flächige purpurbraune Färbung an der Basis von Vorder- und Hinterflügel und das insgesamt dunklere Erscheinungsbild.

## Verbreitung und Vorkommen

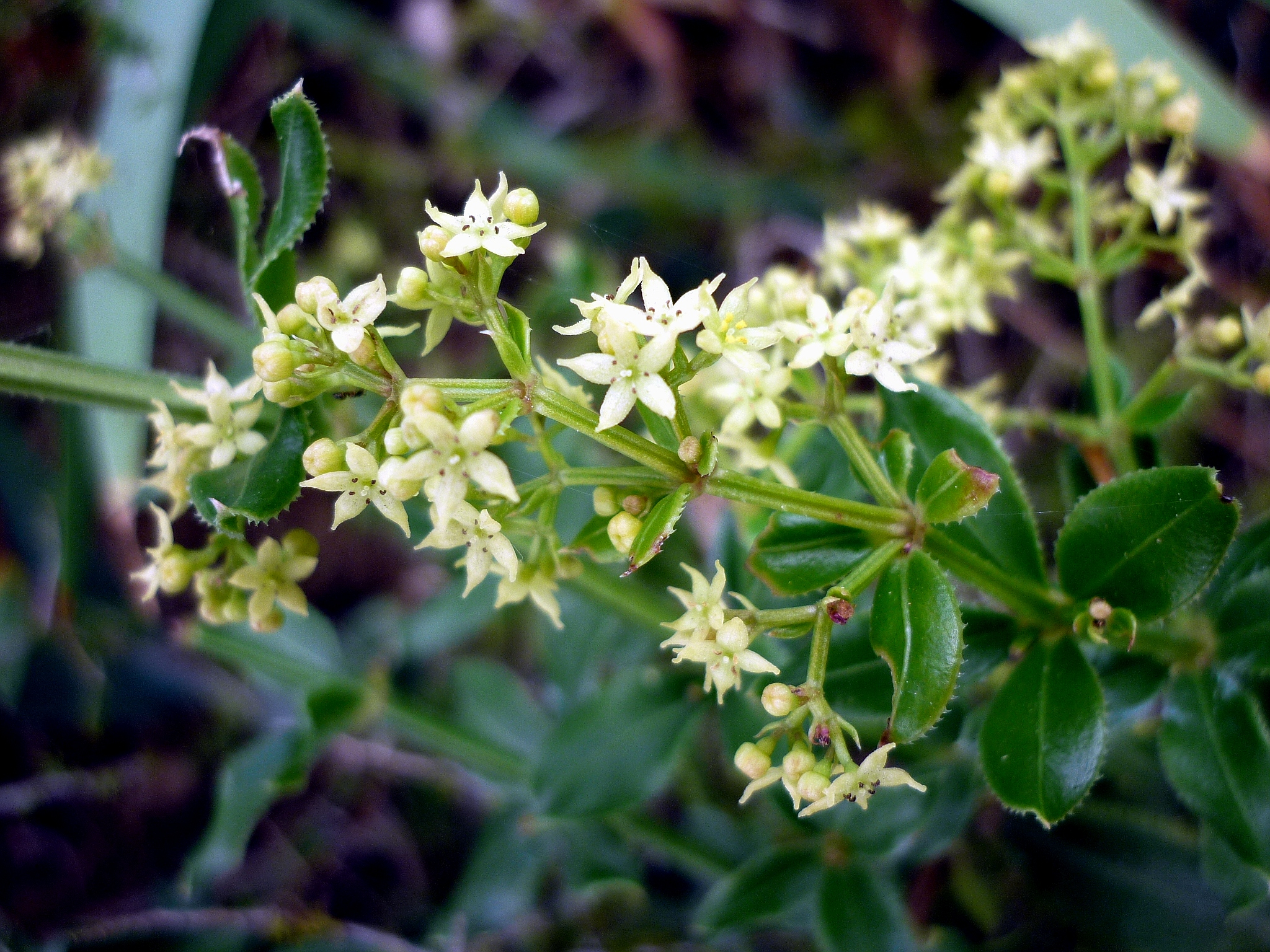
Kletten-Krapp (Rubia peregrina),
die Hauptnahrungspflanze der Raupen

Die Art kommt in Spanien, Portugal und den französischen Pyrenäen vor. Lythria sanguinaria besiedelt in erster Linie warme, steinige Hänge, gebirgige Trockenrasenflächen und Ödländereien. In den Pyrenäen wurde die Art noch in Höhen von 2200 Metern nachgewiesen.

## Lebensweise
Die tagaktiven Falter fliegen gerne im Sonnenschein. Sie erscheinen in zwei Generation, einer Frühjahrsgeneration von Ende April bis Mitte Juni sowie direkt anschließend einer Sommergeneration von Mitte Juni bis Ende August. Die Raupe sind oliophag und ernähren sich in erster Linie von den Blüten und Samen des Kletten-Krapps (Rubia peregrina), der zur Pflanzengattung der Färberröten zählt. Die Puppen der Sommergeneration überwintern.